# Trimma anthrenum
Trimma anthrenum är en fiskart som beskrevs av Richard Winterbottom 2006. Trimma anthrenum ingår i släktet Trimma och familjen smörbultsfiskar. Inga underarter finns listade i Catalogue of Life.